# Sunđerac
Sunđerac este o arie protejată (sit de importanță comunitară — SCI) din Croația întinsă pe o suprafață de 3,01 ha, integral pe uscat.

## Localizare
Centrul sitului Sunđerac este situat la coordonatele 44°37′55″N 15°06′40″E / 44.632043°N 15.111115°E.

## Înființare
Situl Sunđerac a fost declarat sit de importanță comunitară în iulie 2013 pentru a proteja un număr necunoscut de specii din flora spontană și fauna sălbatică aflate în arealul zonei.

## Biodiversitate
Situată în ecoregiunea alpină, aria protejată conține 1 habitat natural: Mlaștini turboase de tranziție și turbării mișcătoare.
La baza desemnării sitului se află un număr nedeclarat de specii protejate.